# Richard Swineshead
Richard Swineshead (? – 1354) középkori angol filozófus és teológus.
Egy, didaktikai gyakorlatokat magában foglaló Insolubilia című alkotást szerkesztett, és a Liber calculationumot. Fennmaradt tőle egy Kommentár Petrus Lombardus Szentenciáihoz is. Swineshead feltételezi, hogy egy egyetlen és az összes többi fölött álló létező létének állítása valószínűbb, mint ennek az ellenkezője – de azt is, hogy egy protervus, aki fenn akarná tartani az okok végtelen sorának lehetőségét, könnyen cáfolhatná Arisztotelész ellentétes érveit. Hasonlóan vélekedik Isten végtelen hatalmával kapcsolatban is.